# Gaby Garza
Gabriela Garza Canales (Monterrey, Nuevo León, 1 de julio de 1989), más conocida como Gabriela Garza o Gaby Garza, es una cantante, compositora y exactriz mexicana conocida por su participación con Plastilina Mosh en el video "Pervert Pop Song", y por su participación en la telenovela Nunca te olvidaré (1999), en la que interpretó al personaje de Leticia Ocampo en su etapa infantil.

## Biografía
Gabriela Garza Canales nació el 1 de julio de 1989, en la ciudad de Monterrey, Nuevo León, en México. Es hija de Alejandro Garza y de Lupina Canales, y tiene un hermano llamado Alejandro Garza.
Fue a la edad de seis años cuando tuvo su primer acercamiento con el medio artístico, ya que su preparación comenzó con clases de ballet, jazz y tap en la prestigiada academia Royal Dance en la ciudad de Monterrey, que estaba relacionada con una institución en Londres llamada Royal Academy of Dance.
En 1999, a los 9 años, obtuvo un pequeño papel en la exitosa telenovela Nunca te olvidaré, pero después de eso, decidió retirarse de la actuación.
Más adelante adquirió conocimientos básicos de piano, para posteriormente con el paso del tiempo y relacionada con la música empezara su gusto por el canto, como simple inquietud.
Fue a la edad de 15 años, justo cuando comenzaba la preparatoria, que Gabriela audicionó para la el que sería su primer musical llamado “Corazón de Fuego” de la Universidad de Monterrey.
Posteriormente tomó clases de teatro musical, en donde se desenvolvió en las ramas de actuación, baile teatral, apreciación musical y canto. Esta preparación la llevó a formar parte del elenco de lo que sería su segundo musical llamado “Guys & Dolls” del programa de difusión cultural de la UdeM.

## Trayectoria musical
Ya con cierta experiencia en los escenarios Gabriela opto por la música como su máxima inspiración, y fue así que la oriunda de Monterrey interpretando temas de distintos géneros formó parte de cuatro conciertos organizados y llevados a cabo en la UDEM, además de que se pudo escuchar su voz en dos ensambles llamados “Latinoamérica canta” y “Sonidos de España”.
Gabriela es autora de sus propias canciones, y comenta que fue desde temprana edad que comenzó a escribir historias que no nada más a ella le pueden suceder sino que pretende que quien escuche sus canciones se puedan sentir identificados.
Ya completamente relacionada con la música comenzó su preparación tomando clases de canto con la maestra Ivonne Garza, y posteriormente cursos de Apreciación musical, teoría musical y piano con Alejandro Rosso. Después empezó a adquirir conocimientos de batería, siendo estos de gran satisfacción para Gabriela, quien durante 2008 y 2009 formó parte del grupo mexicano Plastilina Mosh desempeñándose como vocalista femenina, así como también en los teclados y pads.

### Etapa con Plastilina Mosh
Participó en la gira mexicana y sudamericana como la vocalista femenina del grupo Plastilina Mosh, en donde se desempeñó cantando en el escenario, tocando teclados y pads. Así mismo participa en la grabación del video para el primer sencillo del más reciente disco de Plastilina Mosh: “Pervert Pop Song”, que se desprende del álbum "All U Need Is Mosh", llegando a los principales canales de videos en toda América Latina.
Se rumoró que la canción Pervert Pop Song la cantaba originalmente Ximena Sariñana.

### Actualidad y Proyectos Futuros
En septiembre del 2009, cierra el ciclo con Plastilina Mosh y decide dedicarse de lleno a su propio proyecto pop. Con éxito abre un concierto en la Arena Monterrey y continúa ofreciendo su música en vivo para eventos locales de su natal Monterrey.
Entre sus presentaciones como solista, participa en el concierto "Battle Of The Bands 3", el tributo a Michael Jackson realizado en la Arena Monterrey, y abre el concierto del 9 de abril dentro de la campaña de publicidad del disco "Hu Hu Hu" de Natalia Lafourcade. Actualmente estudia la Licenciatura de Músico Instrumentista, especializada en percusiones en la Universidad Autónoma de Nuevo León.
En enero del 2010, bajo la dirección del productor Sebastian Jheiva, comienza la producción de su primer disco como solista titulado “Conmigo”, el cual cuenta con temas de su propia autoría , y participación de músicos invitados. Graba el video de su primer sencillo “Ni un beso mas” , y actualmente se encuentra planeando lo que será la promoción de este material, en Nuevo León, y otros estados de la República Mexicana.
A principios de 2012 se publica su video musical Infiel, del álbum "Conmigo", bajo la dirección de José Luis Martínez Rodríguez, producido por Creanima Estudios. También en el mes de julio del mismo año musicaliza la obra de teatro "Cursi" que se presentó a mediados de 2012 en el auditorio del Centro Convex, ubicado en la ciudad de Monterrey.

## Filmografía

### Telenovelas
- Nunca te olvidaré (1999) ... Leticia Ocampo (niña)
- Inspiración (2001)... Niña sala de música.